# SN 2006cl
SN 2006cl – supernowa typu II odkryta 20 maja 2006 roku w galaktyce A161948-1003. W momencie odkrycia miała maksymalną jasność 19,20m.